# Cathédrale de Lugo
Cette  cathédrale n’est pas la seule cathédrale Sainte-Marie.
La cathédrale Sainte-Marie est une cathédrale catholique située dans la ville de Lugo, dans la communauté autonome de Galice, en Espagne.
Elle est le siège du diocèse de Lugo.
Construite à partir du XIIe siècle en style roman, sa construction s'est poursuivie au cours des siècles postérieurs en style gothique, baroque et néoclassique.
Elle a été élevée au rang de basilique mineure en 1896.

## Histoire
Une première église existait sur le site dès 755, mais au début du XIIe siècle, son état était tel que l'évêque Pierre III, en 1129, commanda au maître local Raimondo un nouvel édifice dans le style architectural actuel. Cet édifice roman fut achevé en 1273.
Des rénovations et restaurations ultérieures ont ajouté des éléments d'autres styles, comme le retable Renaissance du maître-autel, détruit lors du tremblement de terre de Lisbonne de 1755, et dont des fragments sont aujourd'hui conservés dans l'église.
La cathédrale a reçu du pape le privilège d'exposer en permanence le Saint Sacrement.

## Architecture
La cathédrale, de plan en croix latine, mesure 85 m de long. Elle possède une nef, couverte d'une voûte en berceau, et deux bas-côtés, avec un déambulatoire et cinq chapelles absidiales. Le triforium est percé de triples fenêtres à meneaux ogivaux. L'abside abrite une sculpture du calvaire d'une date inconnue.
La façade est une œuvre Renaissance de Julián Sánchez Bort, inspirée de celle proposée par Ventura Rodríguez pour la cathédrale de Pampelune. Sa construction s'est poursuivie jusqu'à la fin du XIXe siècle, avec l'achèvement des deux tours latérales.
Le narthex de l'entrée nord, de style gothique, date de 1510-1530. Présentant une voûte étoilée à l'intérieur, il est formé de trois archivoltes avec un linteau représentant le Christ Pantocrator et un pinjante (pendentif décoratif en forme de gant), ce dernier représentant la Cène du Christ.
Juste à l'entrée se trouve la Torre Vella, clocher gothique surmonté d'un étage Renaissance, achevé par Gaspar de Arce en 1580. La sacristie (1678) et le cloître (1714) sont de style baroque, tout comme la chapelle centrale du triforium (1726). La chapelle Saint-Froilán, de style Renaissance, date du XVIIe siècle. Le chœur, remarquable, est l'œuvre de Francisco de Moure (début du XVIIe siècle).

### Structure

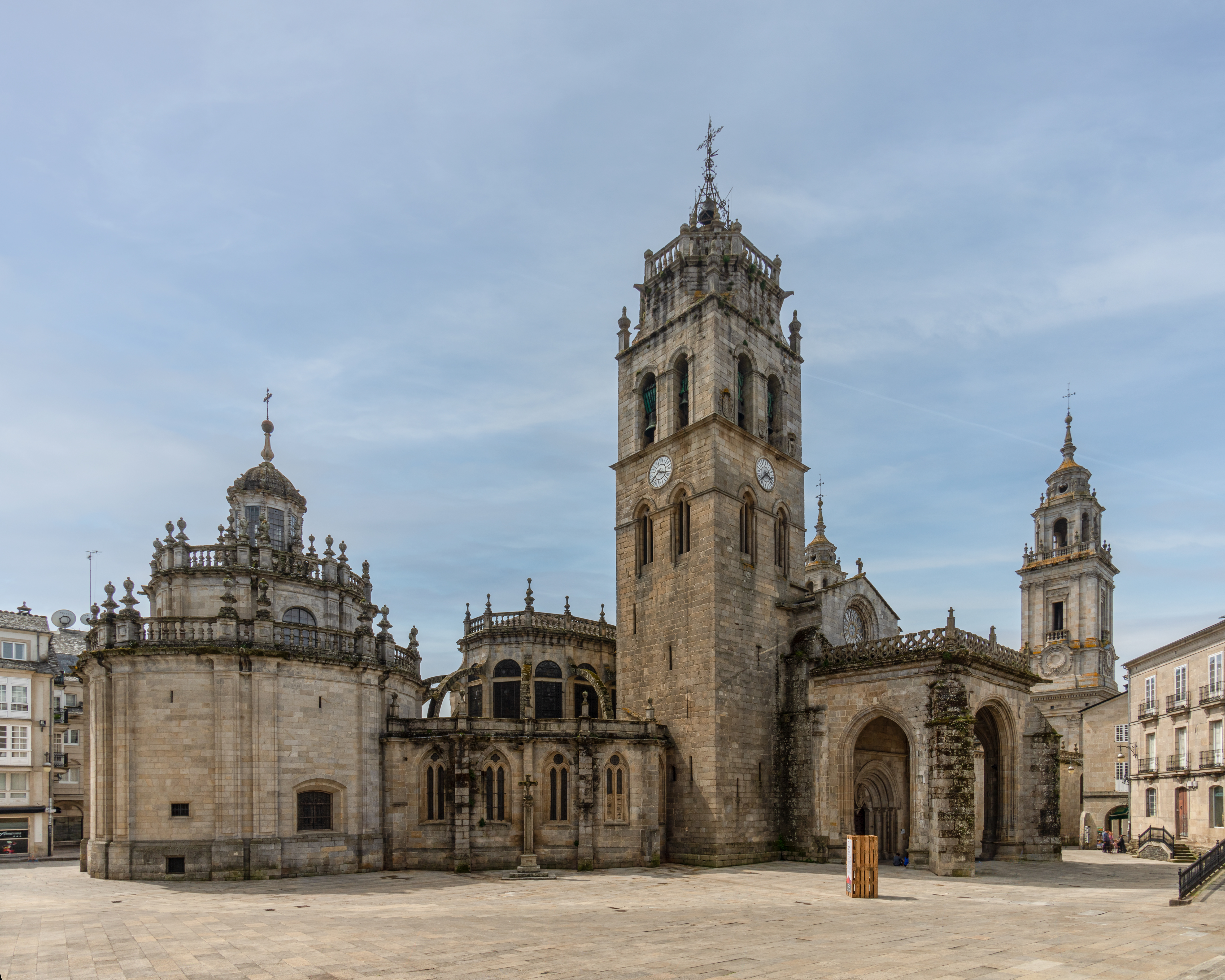
L'abside gothique et la Vieille Tour.

La cathédrale a un plan en croix latine avec trois nefs, un transept et un déambulatoire avec cinq chapelles absidiales.
La nef principale est couverte d' une voûte en berceau brisé et les nefs latérales d'une voûte en berceau et voûte d'arêtes, avec nervures dans le transept, et d'une voûte en berceau à lunettes dans le triforium. Les fenêtres du triforium sont en arc brisé ou aigu à l'intérieur et à l'extérieur.
À gauche de l'entrée de la cathédrale se trouve la Vieille Tour gothique, surmontée d'un clocher Renaissance, œuvre de Gaspar de Arce, en 1571.
Sur la place de Santa María, à l'extrémité de la cathédrale, se trouve une croix de date inconnue, dans la section comprise entre le clocher et la chapelle de la Vierge des Grands Yeux.
Les murs verticaux et la voûte de la nef du transept sont romans, comme la majeure partie de la nef principale, les côtés et le triforium, dont les voûtes ont été refaites au XVIIIe siècle.
Le premier corps de la chapelle principale et le déambulatoire avec ses chapelles absidiales attenantes (1320-1360) appartiennent à la période gothique, à l'exception de la partie centrale, ainsi que les anciennes de Santo Domingo de los Reyes (1370) et de San Froilán (1480), qui forment actuellement la chapelle dite du Pilar, en plus du premier corps du clocher (vers 1570 ou avant) et du narthex ou portique nord (1510-1530).
Le deuxième corps de la chapelle principale et l'actuelle chapelle de San Froilán sont de style Renaissance : la sacristie (1678), la salle capitulaire et ses abords (1683), le cloître (1714) et la chapelle centrale du déambulatoire, dite des Grands Yeux (1726) appartiennent au baroque.

### Façade
La façade principale correspond à un projet de style néoclassique de la fin  du XVIIIe siècle, dont l'auteur était Julián Sánchez Bort (es). Ce projet s'inscrit dans la lignée de ce que Ventura Rodríguez a proposé pour la façade de la cathédrale de Pampelune, qui à son tour inclut le projet d'église à tour proposé par Serlio. La façade a été achevée à la fin du  XIXe siècle, avec les deux tours, qui correspondent à un projet de Nemesio Cobreros inspiré du projet original de Sánchez Bort.

### Porte Nord

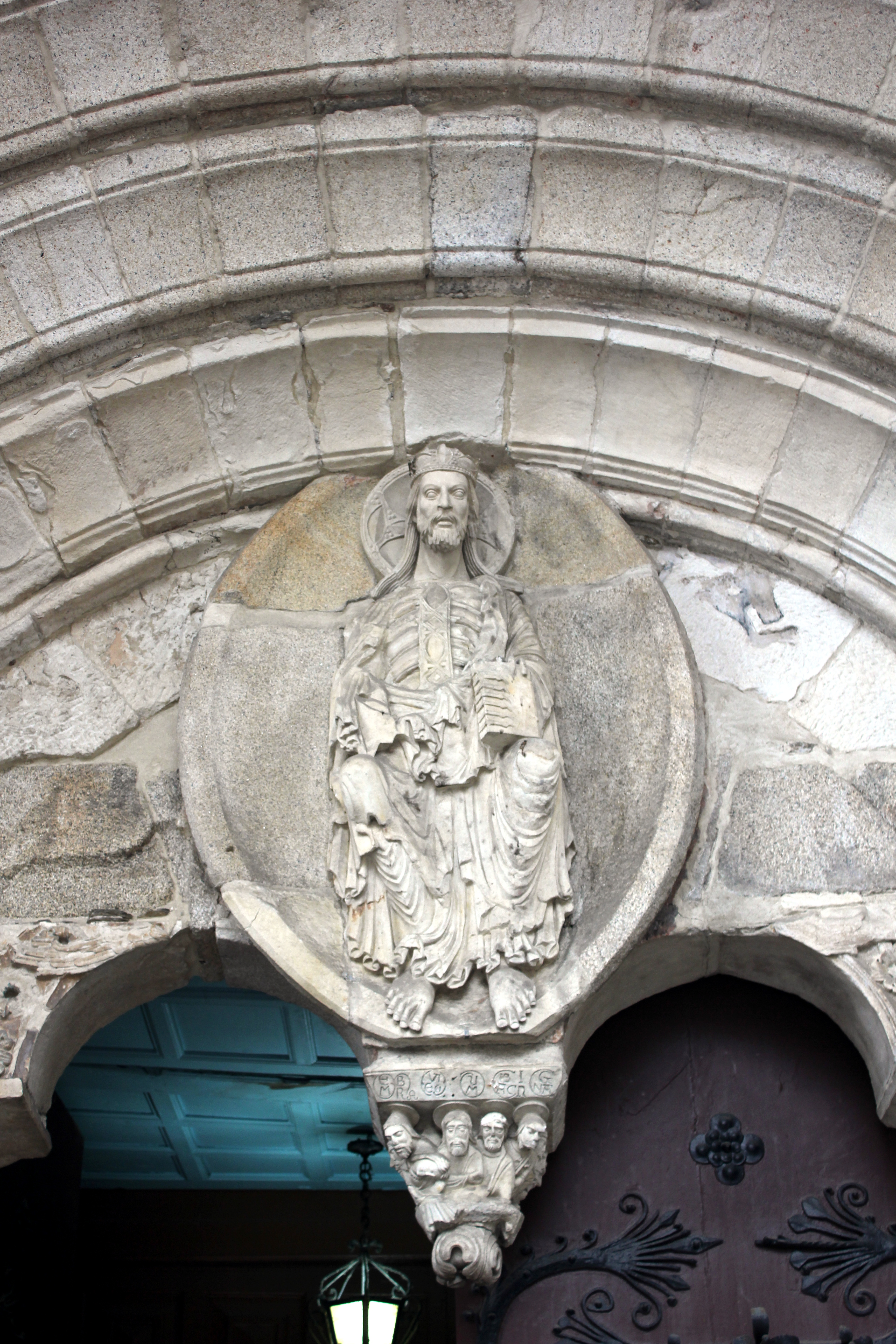
Détail de la porte nord : le Christ mystique en mandorle et le chapiteau en pendentif.

La Porte Nord est le point culminant du style roman de la cathédrale. Elle est abritée par un portique du début du XVIe siècle couvert d'une voûte en étoile, dont la construction fut ordonnée par l'évêque Pedro Ribera. Le portail est formé de trois archivoltes et d'un dais d'arcs en plein cintre et d'un linteau bilobé, décoré d'une mandorle avec un splendide Pantocrator assis. Le pendentif du XIIe siècle, en forme de chapiteau suspendu au centre, où est représentée la Cène, est sculpté dans le marbre. Les ferrures de la porte sont du XIIIe siècle.
Un distique hexamétrique en latin, sur les trois faces visibles de l'abaque, décrit la scène représentée : l'Eucharistie originelle, avec saint Jean l'Évangéliste aux côtés du Christ. Dans sa simplicité, il semble remonter à l'époque de la négation arienne de la divinité du Christ, en rapport avec d'autres textes de l’Anthologia Hispana Latina du  VIIIe siècle, de l'époque odoarienne.
Ce pendentif a été reproduit sur une série de timbres-poste espagnols en 1969 pour commémorer le tricentenaire de l'Offrande du Royaume de Galice au Christ dans le Saint-Sacrement dans cette cathédrale.

## Intérieur

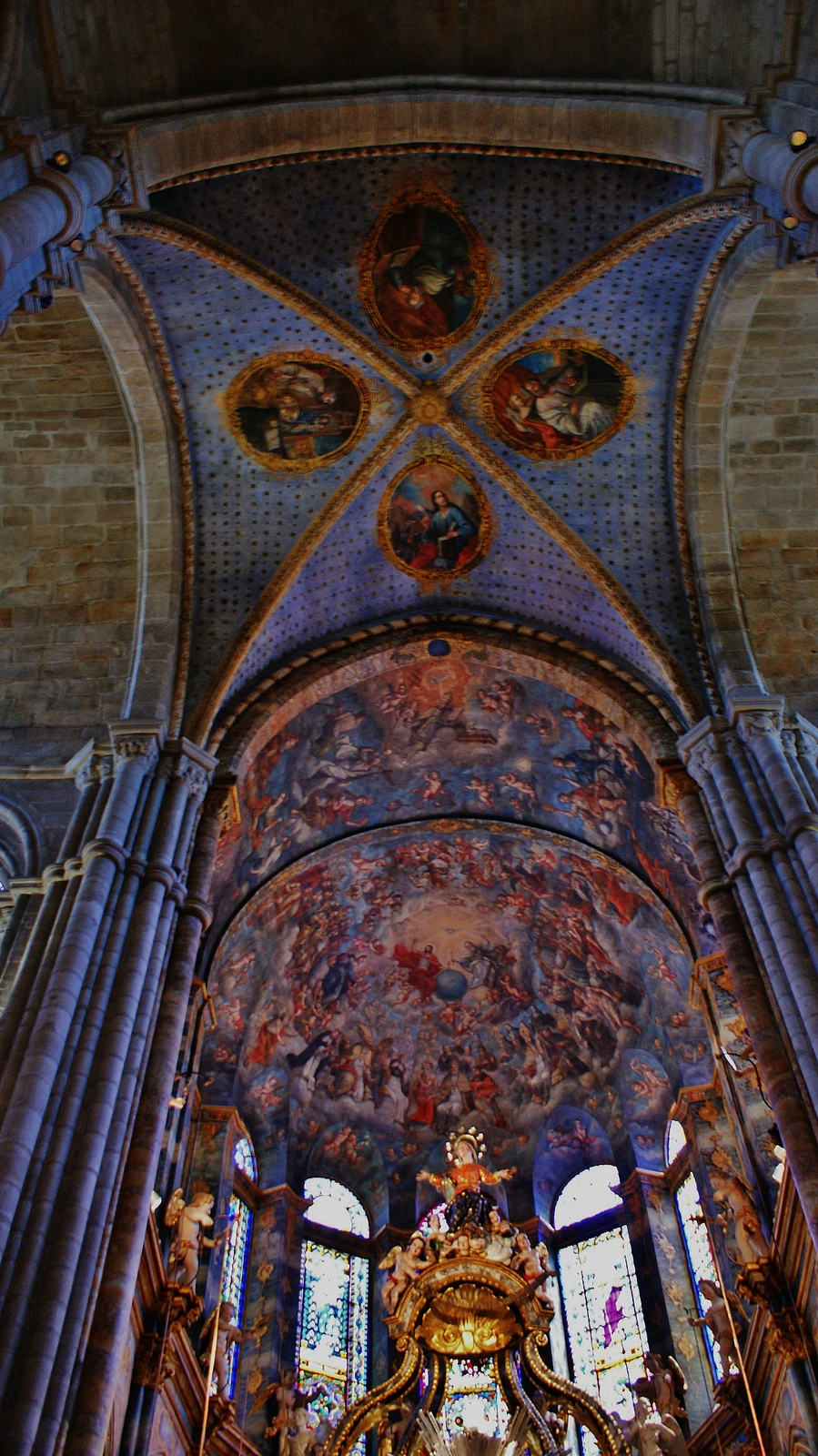
Voûte et transept.

L'image de la Vierge couronne le retable de Corneille de Hollande.

### Trésor
Du Trésor, il ne reste que quelques vestiges, après le pillage de Napoléon en 1809. Il possède une remarquable collection de calices du XVe au XIXe siècle.
On remarque l'ostensoir du XVIIe siècle, traditionnellement attribué à Juan de Arfe, mais réalisé dans un atelier de Tolède à l'époque où l'évêque Don Diego Castejón le donna à la cathédrale (1636). Selon des auteurs tels que Fernando Llamazares et José Manuel Cruz Valdovinos, il est très possible qu'il s'agisse de l'œuvre de Bartolomé de Yepes. D'autres pièces importantes sont la couronne de la Vierge des Grands Yeux et le reliquaire de Saint Froilán.

### Chœur
L'un des joyaux les plus remarquables à l'intérieur du temple est le chœur, construit par Francisco de Moure, réalisé au début du XVIIe siècle : une inscription indiqué « l'architecte et sculpteur galicien Francisco de Moure, qui vivait à Orense, a conçu et sculpté cette œuvre, achevée en 1624 après trois ans de travail. »

### Chapelle de la Vierge des Grands Yeux

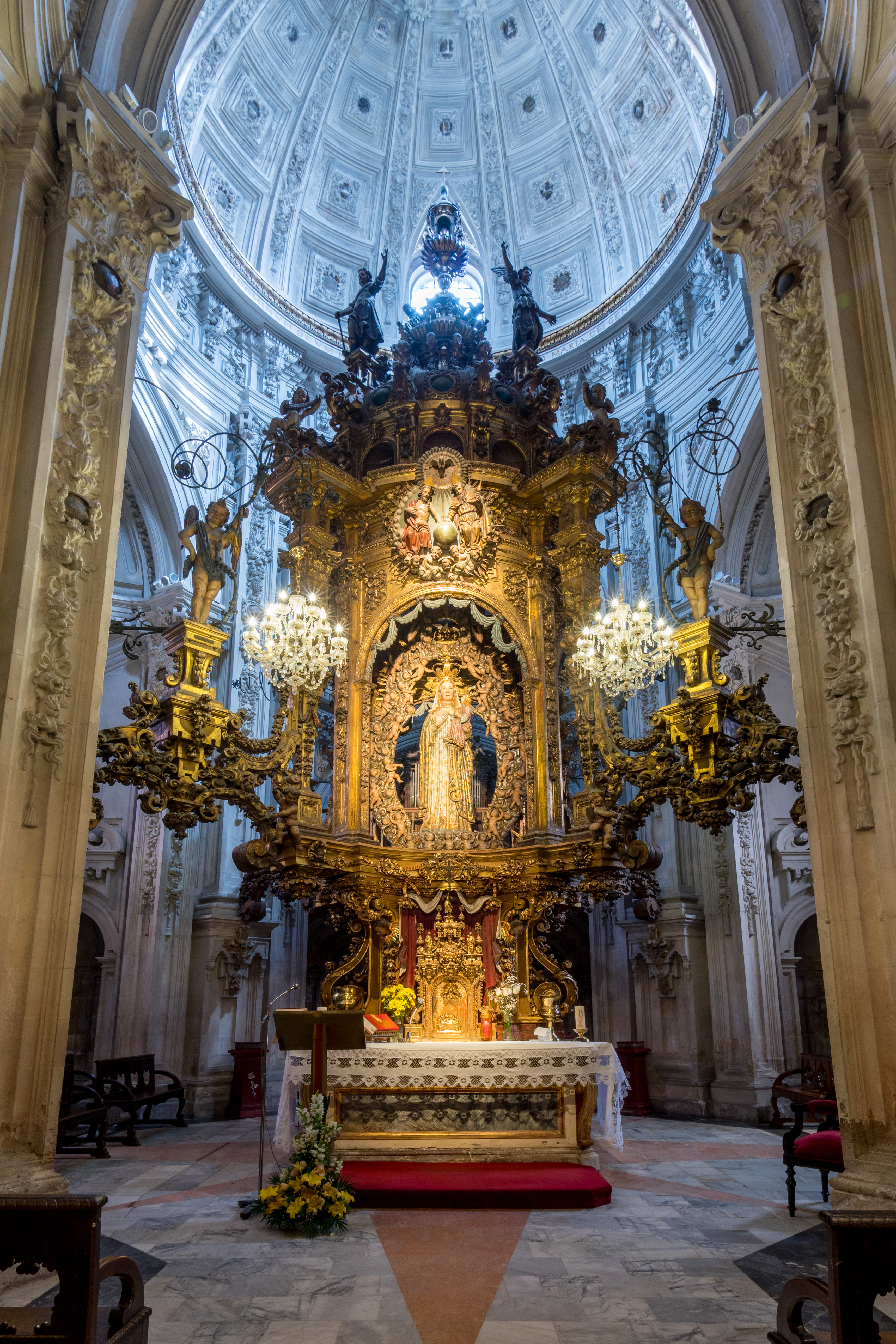
Intérieur de la chapelle de la Vierge, avec l'image de la sainte patronne de Lugo.

Cette chapelle du  XVIIIe siècle est l'œuvre de Fernando de Casas Novoa. La première pierre fut posée par l'évêque Santa María Salazar le 7 décembre 1726. Le retable, l'une des meilleures œuvres du baroque galicien, fut réalisé par le sculpteur Miguel de Romay. L'auteur de la sculpture en pierre polychrome est inconnu. Certains experts le situent chronologiquement au XIIe siècle, tandis que d'autres reportent sa production au XVe siècle.
La Vierge des Grands Yeux est la sainte patronne de la ville de Lugo et la cathédrale lui est dédiée. Sa fête est le 15 août. Alphonse X le Sage lui dédia un cantique, dans lequel il décrit la guérison d'une femme qui demandait à la Vierge sa santé, et qu'elle recouvre dans la cathédrale de Lugo même, aux pieds de la Vierge.

### Chapelle de San Froilán
La chapelle de San Froilán est de style Renaissance, du  XVIIe siècle. L'image du saint, sculptée en bois, est l'œuvre de Francisco de Moure. Au sommet se trouve un tombeau, connu sous le nom de Santa Froila (mère de San Froilán) : le tombeau date du  IXe siècle et le sépulcre du XIIe, mais on ne sait pas si le destinataire est saint Froila ou l'évêque Odoario.
San Froilán est le saint patron de la ville de Lugo. Il est né dans les environs de Lugo en l'an 833. Sa fête est célébrée le 5 octobre. Selon la légende, le saint aurait placé des charbons ardents dans sa bouche pour accepter le jugement divin sur sa vocation : celle d'ermite ou de prédicateur.